# Murat Uysal
Murat Uysal est un karatéka allemand notamment connu pour avoir remporté l'épreuve de kumite individuel masculin moins de 65 kilos aux Jeux mondiaux de 1993 organisés à La Haye, aux Pays-Bas.

## Résultats
| Résultat           | Date | Épreuve                   | Catégorie | Compétition                | Ville hôte                    |
| ------------------ | ---- | ------------------------- | --------- | -------------------------- | ----------------------------- |
| Médaille d'argent  | 1992 | Kumite individuel - 65 kg | Seniors   | Championnats d'Europe 1992 | Bois-le-Duc, aux Pays-Bas     |
| Médaille de bronze | 1992 | Kumite individuel - 65 kg | Seniors   | Championnats du monde 1992 | Grenade, en Espagne           |
| Médaille d'argent  | 1993 | Kumite individuel - 65 kg | Seniors   | Championnats d'Europe 1993 | Prague, en République tchèque |
| Médaille d'or      | 1993 | Kumite individuel - 65 kg | Seniors   | Jeux mondiaux 1993         | La Haye, aux Pays-Bas         |